# アスタ・ニールセン
アスタ・ニールセン（Asta Nielsen、本名Asta Sofie Amalie Nielsen、1881年9月11日 - 1972年5月24日）は、デンマーク出身の女優である。1910-20年代のサイレント映画全盛期にデンマーク・ドイツの映画界を代表する主演女優として活躍した。コペンハーゲン王立劇場付属演劇学校卒業後、舞台出演を経て1910年『深淵』で映画に初出演する。間もなくドイツに進出して第一次世界大戦中からヴァイマル共和制時代にかけて活動を続けたが、1932年の『秋の女性』を最後に舞台に専念し、ナチス政権成立後の1937年にデンマークに帰国した。

## フィルモグラフィ
- 深淵 Afgrunden (1910)
- テムプテーション Nachtfalter (1911)
- 国なき人 Das Mädchen ohne Vaterland (1912)
- ハンナ嬢 Die Sünden der Väter (1913)
- 活動写真の主脳歌劇女優（女優の末路） Die Filmprimadonna (1913)
- 道の涯 Das Ende vom Liede (1919)
- 法の侭に Nach dem Gesetz (1919)
- 狂恋の虜 Graf Sylvains Rache (1920)
- 女ハムレット Hamlet (1921)
- 白痴 Irrende Seelen (1921)
- 伯爵令嬢 Fräulein Julie (1921)
- 焔の裡の女 Die Frau im Feuer (1924)
- 不滅の謎 Lebende Buddhas (1925)
- 喜びなき街 Die freudlose Gasse (1925)
- ラスター Laster der Menschheit (1927)
- 秋の女性 Unmögliche Liebe (1932)